# 종점 (드라마)
《종점》은 1980년 3월 29일부터 같은 해 8월 31일까지 방영된 문화방송 주말연속극으로, 사사로운 욕심만을 충족시키려는 그 시대 젊은이들의 이기적인 일면을 묘사하면서 산업화 사회에서 중시되어야 할 인간중심의 사고방식을 제시하였다.
한편, 2008년 주말 특별기획 드라마 《내 여자》로 리메이크되었다.

## 등장 인물
- 이정길(안현상)
- 김자옥(장연희)
- 박근형(기대훈)
- 전운, 김보연, 고두심, 현석, 한인수, 김혜자, 김용림, 엄유신, 변희봉, 임현식, 임예진

## 편성 변경(1980년)
- 4월 13일 : 특집 MBC 권투 WBC 플라이급 타이틀전 〈박찬희 VS 모탈레스〉 중계방송으로 순연되어 저녁 8시 5분부터 방영
- 4월 26일 : 〈서울국제가요제 국내대회〉 방송으로 결방
- 4월 27일 : 제1회 미국영화상 시상식 중계방송으로 결방
- 5월 18일 : 특집 MBC 권투 WBC 플라이급 챔피언 3차 타이틀방어전 〈박찬희 VS 오오쿠마 쇼오지(大熊 昭二)〉 중계방송으로 순연되어 저녁 8시 5분부터 방영
- 6월 29일 : 특집 MBC 권투 WBC 플라이급 챔피언 1차 타이틀방어전 〈김태식 VS 아넬 아토살〉 중계방송으로 순연되어 저녁 8시 5분부터 방영
- 7월 20일 : 특집 MBC 권투 WBC 페더급 타이틀전 〈패드로사 VS 김사왕〉 중계방송으로 순연되어 저녁 8시 5분부터 방영